# Emily Scott
Emily Scott (30 de junho de 1992) é uma jogadora de rugby sevens britânica.

## Carreira
Scott integrou o elenco da Seleção Britânica Feminina de Rugbi de Sevens nos Jogos Olímpicos Rio 2016, que foi quarta colocada.